# Sid Meier's Pirates! (videojuego de 2004)
Sid Meier's Pirates! es un videojuego de estrategia creado por Sid Meier para Firaxis Games en 2004. Es un remake del juego de 1987, salió inicialmente para Microsoft Windows luego para XBOX, PSP y finalmente para iOS.
El videojuego está ambientado en los años 1600.

## El juego
El personaje principal es un pirata al cual el jugador nombra según su preferencia. Se trata de un hombre que en su niñez había pertenecido a una familia acomodada y luego es despojado de sus bienes y de su familia por un malvado personaje. Las aventuras comienzan cuando decide partir hacia el nuevo mundo integrándose a la tripulación que el jugador elija; las opciones son: la inglesa, la española, la holandesa y la francesa. El juego tiene la característica de presentar la imagen del Mar Caribe en modo de mapa. En un principio comenzamos a navegar con la embarcación a la cual nos integramos para luego encontrar otras. Es muy atractivo este modo de juego porque se observa el oleaje, las velas de los barcos reflejan el viento y este se convierte en un factor por el cual vamos a poder navegar más rápido o más lento. También se encuentran señalados algunos de los puertos que en ese entonces existían y simulan la vida económica de esas ciudades. Cuando nos acercamos a un barco podemos elegir la opción de atacar y entonces aparece una pantalla donde únicamente se ven los dos barcos involucrados, y en modo de dos jugadores resulta muy divertido participar en este enfrentamiento de barcos donde cada cual tiene sus propias armas disponibles dependiendo del barco y las mejoras que se hayan conseguido. Al final del enfrentamiento se puede hundir al barco enemigo, capturarlo, saquearlo y hasta pelear con espada contra el otro capitán si no se rinde al abordar la nave. Una vez que se decide saquear al barco enemigo hay disponibles distintas mercancías que después podremos cambiar por oro con el mercader de cada puerto. El precio de las mercancías varían de acuerdo al puerto, a su nacionalidad y al tipo de objetos. Las mercancías son:
- Objetos de lujo (precio base 20).
- Especias (precio base 15).
- Mercancías (precio base 8).
- Azúcar (precio base 5).
- Alimentos (precio base 4).
- Cañones (precio base 1).

Hay que tener en cuenta que en determinados puertos y/o ciudades los precios son más altos o más bajos, o un precio es más alto de lo normal; todo ello dependiendo del nivel de riqueza de la ciudad, de mayor a menor:
- ciudad Rica.
- ciudad Próspera.
- ciudad Modesta.
- ciudad Pobre.

Este nivel se muestra por el letrero bajo el nombre de la ciudad y por lo rasgada que está la bandera (más pobreza, más rasgaduras). Nota: en las ciudades NO HAY CAÑONES. Solo se consiguen en los asentamientos.
Algo muy interesante es que también hay otros piratas y cazadores de piratas, y que estos concuerdan de alguna manera con la historia de mar del Caribe y con los famosos piratas de los que se tiene conocimiento. En la travesía de nuestro pirata nos enfrentamos con otros piratas (ver sección dedicada a ello).
Además el protagonista tiene que cumplir misiones para capturar al marqués Montalbán que esclavizó a su familia. Otro objetivo es encontrar a su familia. Para localizarla hay que comprar la información al extraño forastero o hablar con el abad en una de las misiones jesuitas. Hay que buscar pedazos de mapa que tiene el mismo tipo (el barón Raymondo), que se encuentra en su barco, por lo general un galeón de guerra español. Otro objetivo es volverse rico, y al final de la partida, contando tus puntos de fama, se te da un puesto civil no jugable que oscila entre ladrón o mendigo hasta obispo o gobernador, dependiendo del número de puntos de fama.

## Barcos
Los barcos son el eje de tu vida. El barco que elijas decide si ganas o pierdes las batallas, si vas lento o rápido, si disparas o abordas. Los barcos solo se pueden conseguir capturándolos en las batallas. Algunos barcos, como la pinaza o el balandro, son extremadamente rápidos, mientras que otros como los galeones o los cargueros son lentísimos. Lo ideal es un equilibrio entre velocidad, potencia de fuego y tripulación, hallable en la fragata, la fragata grande y, en el mejor buque, rápido, el más tripulado y artillado, el navío de línea. Los barcos como los mercantes y las bricbarcas son de velocidad media-lenta, al igual que los galeones rápido, de guerra e insignia. Los balandros, corbetas y balandros reales son naves estupendas, con las que, normalmente, comienzas tu aventura. Los piratas famosos gustan de estas naves, de las fragatas y de los bergantines, de velocidad similar a la del galeón pero con mayor capacidad de maniobra y menor capacidad de carga y peso. También hay determinados barcos exclusivos de algunos países; como los galeones españoles, los cargueros holandeses y los mercantes franceses e ingleses. También hay muchos comunes, como los balandros, los bergantines o las pinazas. Los españoles carecen de fragatas, pues las sustituyen por galeones de guerra. Algunos buques casi no se ven, sobre todo los más poderosos, un sino terrible para un capitán con capacidad de capturar uno. Estos barcos "ocultos" son el galeón insignia español, las fragatas grandes y tendrás suerte si te topas en la partida con un navío de línea.
| Nombre                              | Tripulación | Cañones | Uso genérico         | Velocidad | Carga máxima |
| ----------------------------------- | ----------- | ------- | -------------------- | --------- | ------------ |
| balandro                            | 75          | 12      | guerra o contrabando | rápida    | 40           |
| corbeta                             | 100         | 16      | guerra o escolta     | rápida    | 50           |
| balandro real                       | 125         | 20      | guerra               | rápida    | 60           |
| bergantín goleta                    | 125         | 16      | guerra o contrabando | media     | 50           |
| bergantín                           | 150         | 24      | guerra               | media     | 60           |
| bergantín de guerra                 | 200         | 32      | guerra               | media     | 70           |
| galeón mercantil                    | 100         | 20      | comercio             | muy lenta | 100          |
| galeón real                         | 150         | 32      | comercio             | muy lenta | 125          |
| galeón del tesoro                   | 200         | 40      | comercio             | muy lenta | 150          |
| galeón rápido                       | 160         | 24      | guerra o escolta     | media     | 80           |
| galeón de guerra                    | 200         | 32      | guerra               | media     | 100          |
| galeón insignia                     | 250         | 40      | guerra               | media     | 125          |
| bricbarca costera                   | 75          | 12      | comercio             | media     | 60           |
| bricbarca                           | 100         | 16      | comercio             | media     | 70           |
| bricbarca oceánica                  | 125         | 16      | comercio             | media     | 80           |
| fragata                             | 200         | 32      | guerra               | rápida    | 80           |
| fragata grande                      | 250         | 40      | guerra               | rápida    | 90           |
| navío de línea                      | 300         | 48      | guerra               | rápida    | 100          |
| mercante                            | 125         | 16      | comercio             | lenta     | 100          |
| mercante grande                     | 125         | 20      | comercio             | lenta     | 125          |
| mercante de las Indias Orientales   | 150         | 20      | comercio             | lenta     | 150          |
| canoa de guerra india               | 50          | 8       | asalto indio         | rápida    | 30           |
| pinaza                              | 60          | 10      | comercio             | rápida    | 50           |
| paquebote                           | 80          | 12      | comercio             | rápida    | 70           |
| mercante de las indias Occidentales | 100         | 16      | comercio             | lenta     | 100          |
| carguero                            | 50          | 8       | comercio             | lenta     | 125          |
| carguero grande                     | 75          | 12      | comercio             | lenta     | 150          |

## Ascensos
| Ascenso    | Bonificación                       |
| ---------- | ---------------------------------- |
| Capitán    | Mejor reclutamiento de tripulación |
| Comandante | Bonus comercial                    |
| Coronel    | Reparaciones más baratas           |
| Almirante  | Mejoras más baratas                |
| Barón      | Mejor reclutación de tripulación   |
| Conde      | Bonus comercial                    |
| Marqués    | Reparaciones gratis                |
| Duque      | Mejoras gratis                     |

Los ascensos se consiguen al vencer a enemigos o piratas de la nación que los proporciona. Los ascensos te darán un bonus en los puertos de la nación concesora y un punto de fama.
Los ascensos te permiten, por ejemplo, bailar con la hija del gobernador o recibir halagos en la taberna. Cada ascenso es cada vez más difícil conseguirlo, hay que capturar una media de 50 barcos enemigos o capturar veinte ciudades para una nación para que te nombren duque. Y piensa que si atacas barcos de tu misma nación se puede perder la reputación y tendrías que capturar cinco barcos de una nación en guerra con esa para ganarte de nuevo la confianza de sus gobernadores. Aunque seas duque en una nación, si atacas mucho sus barcos y/o ciudades pueden ponerte una recompensa, cuya suma subirá cada vez que vuelvas a atacar a la nación en cuestión. La recompensa hará que cuanto más alta sea la suma, más te perseguirán los cazadores de piratas de esa nación.

## Piratas famosos
| Puesto | Pirata         | Barco                                        |
| ------ | -------------- | -------------------------------------------- |
| 1.º    | Henry Morgan   | Fragata grande "Queen Anne´s Revenge"        |
| 2.º    | Blackbeard     | Fragata "Adventure Prize"                    |
| 3.º    | Captain Kidd   | Bergantín de guerra "Bachelor's Delight"     |
| 4.º    | Jean Lafitte   | Bergantín "Black Joke"                       |
| 5.º    | Stede Bonnett  | Bergantín goleta "Blessing"                  |
| 6.º    | L'Ollonais     | Bergantín goleta "Blood Debt"                |
| 7.º    | Roc Brasiliano | Balandro real "Bloody Delight"               |
| 8.º    | Bart Roberts   | Corbeta "Charles"                            |
| 9.º    | Jack Rackham   | Corbeta "Cassandra"                          |
| 10.º   | (Tú)           | (Tu barco, nombre predeterminado "Venganza") |

Los piratas famosos son adversarios temibles que han forjado su propia leyenda y han conseguido un magnífico buque, de la fragata de los mejores a la corbeta de los peores. En el cuadro están representados todos. Estos piratas suelen tener vacantes en su tripulación y es poco usual verlos con el cupo de cañones completo. Solo tienen unas pocas mejoras, lo que facilita el combate. Para encontrarlos, pregunta a la mesonera, que te dirá si hay algún pirata cerca. Si prefieres buscarlos, la zona más rica es la costa que va de la isla de Cuba hasta Santa Catalina, las Bahamas y el Golfo de México. Para subir en el ranking tienes que vencer a los piratas o lograr mayores hazañas que ellos. Por cierto, tienen refugios pirata que sirven de puerto base. También tienen un "ataque especial" que usan en los duelos; algo que no afectaría mucho a un capitán que domine el arte de la esgrima.

## Mejoras para el barco
Las mejoras aumentan el rendimiento de tu buque. Son:
- Chapado de cobre (viras más rápido).

- Escantillón de hierro (resistes mejor los cañonazos).

- Hamacas triples (puedes llevar más tripulación).

- Velas de algodón (navegas más rápido).

- Pólvora fina (disparas más lejos)

- Cañones de bronce (mayor precisión artillera).

- Racimos de metralla (te permite disparar metralla dañando la tripulación enemiga, tu barco inicial la trae puesta)

- Balas encadenadas (te permite disparar balas encadenadas dañando las velas del enemigo, tu barco inicial la trae puesta).

Cuanto más grande sea tu buque, más caras serán las mejoras, salvo que seas duque en el puerto donde la realizas (en este caso, la mejora es gratis). Cada ciudad tiene una mejora distinta. En algunos casos, si atacas una ciudad y viene un nuevo gobernador, la mejora cambia. También puede ocurrir que si capturas un barco y lo pones de buque insignia y no trae ni balas encadenadas ni metralla, vas a un lugar donde ponen uno de los dos y después te pueden poner la otra. Los asentamientos no tienen mejoras disponibles.

## Ciudades
| Nombre          | Nación     | Localización               | Tamaño/Economía      |
| --------------- | ---------- | -------------------------- | -------------------- |
| Grand Bahama    | Inglaterra | Bahamas norte              | pequeña, pobre       |
| Nassau          | Inglaterra | Bahamas centro             | pequeña, pobre       |
| Eleuthera       | Inglaterra | Bahamas centro             | pequeña, pobre       |
| Port Royal      | Inglaterra | Jamaica sudeste            | mediana, modesta     |
| St. Kitts       | Inglaterra | pequeñas Antillas norte    | mediana, próspera    |
| Nevis           | Inglaterra | pequeñas Antillas norte    | pequeña, próspera    |
| Antigua         | Inglaterra | pequeñas Antillas norte    | mediana, modesta     |
| Barbados        | Inglaterra | pequeñas Antillas sur      | grande, rica         |
| Florida Keys    | Francia    | Sur de Florida             | pequeña, pobre       |
| Tortuga         | Francia    | Hispaniola noroeste        | mediana, próspera    |
| Port-de-Paix    | Francia    | Hispaniola noroeste        | grande, rica         |
| Leogane         | Francia    | Hispaniola Sudoeste        | pequeña, pobre       |
| Petit-Goave     | Francia    | Hispaniola Sudoeste        | pequeña, pobre       |
| Montserrat      | Francia    | pequeñas Antillas norte    | pequeña, modesta     |
| Guadeloupe      | Francia    | pequeñas Antillas centro   | grande, próspera     |
| Martinique      | Francia    | pequeñas Antillas sur      | mediana, próspera    |
| La Habana       | España     | Cuba noroeste              | muy grande, rica     |
| St.Augustine    | España     | Florida noreste            | grande, próspera     |
| Veracruz        | España     | Golfo de México oeste      | grande, rica         |
| Villa Hermosa   | España     | Golfo de México sur        | mediana, próspera    |
| Campeche        | España     | Golfo de México este       | pequeña, modesta     |
| Santa Catalina  | España     | Isla de Providencia        | pequeña, pobre       |
| Puerto Bello    | España     | Istmo de Panamá norte      | grande, próspera     |
| Nombre de Dios  | España     | Istmo de Panamá norte      | grande, modesta      |
| Cartagena       | España     | Colombia oeste             | muy grande, rica     |
| Santa Marta     | España     | Colombia centro            | mediana, modesta     |
| Río de la Hacha | España     | Colombia este              | mediana, modesta     |
| Maracaibo       | España     | Boca del lago Maracaibo    | grande, próspera     |
| Gibraltar       | España     | Sudeste del lago Maracaibo | pequeña, modesta     |
| Puerto Cabello  | España     | Venezuela oeste            | mediana, pobre       |
| Caracas         | España     | Venezuela centro           | grande, modesta      |
| Cumaná          | España     | Venezuela este             | mediana, pobre       |
| Margarita       | España     | Isla de Margarita          | pequeña, modesta     |
| Trinidad        | España     | Isla de Trinidad           | pequeña, pobre       |
| Santo Domingo   | España     | Hispaniola sudeste         | muy grande, próspera |
| San Juan        | España     | Puerto Rico noreste        | grande, próspera     |
| Gran Granada    | España     | Nicaragua interior         | grande, pobre        |
| Panamá          | España     | Istmo de Panamá sur        | muy grande, rica     |
| Puerto Príncipe | España     | Cuba interior              | grande, rica         |
| Curaçao         | Holanda    | Isla de Curaçao            | grande, rica         |
| St. Martín      | Holanda    | pequeñas Antillas norte    | pequeña, rica        |
| St. Eustatius   | Holanda    | pequeñas Antillas norte    | pequeña, rica        |

Las ciudades son uno de los centros de actividad de Sid Meier's Pirates!. Aparte de las ciudades, hay innumerables asentamientos de los que parten los gobernadores de las ciudades. Toda ciudad tiene determinadas estructuras que las diferencian de los asentamientos. Las guaridas pirata son casi iguales, pero no se pueden atacar.
Palacio del Gobernador
En este lugar puedes hablar con el gobernador, que te puede asignar misiones, conceder ascensos o patentes de corso o también, alcanzado un determinado rango, bailar con la hija del gobernador.
Taberna
En este sitio puedes hablar con el mesonero, que indica posiciones de villanos o te cuenta chismes diversos; hablar con la mesonera, que te dice cosas de piratas, villanos, naves cargadas de oro y demás; reclutar tripulación; hablar con el viajero misterioso que te cuenta cosas, te vende mapas de tesoros u objetos especiales o te habla de tu familia por 1000 doblones de oro; o bien pelear con el capitán de la guardia que evita algunas veces hablar con la mesonera y el mesonero.
Comerciante
Aquí puedes comprar o vender mercancías caribeñas: Alimentos para tu tripulación, objetos de lujo, azúcar, mercancías, especias o cañones, estos pocas veces se encuentran en las ciudades.
Carpintero de ribera
Este personaje, por un módico precio, te repara los barcos, te los compra o los mejora.
Asalto de Ciudades
Las ciudades se tienen que asaltar desde tierra con tu tripulación. El enemigo tiene unidades de caballería (cuerpo a cuerpo), de infantería y de guardia. Tu tienes bucaneros (solo a distancia), piratas (cuerpo a cuerpo) y oficiales (especiales de cuerpo a cuerpo). Hay que vencer a los enemigos o llegar a las murallas de la ciudad para ganar. Caso de que los defensores sean menos de 100, el combate se decide en un duelo contra el capitán de la guardia.
Reparto de Botín
Cada cierto tiempo deberás repartir todos tus bienes y tu oro conseguido, entre tu tripulación, si no lo haces tu tripulación se amotinará y recurrirán a desertar cada cierto tiempo, cuando repartas el botín pasaran 6 meses, te quedarás con tu barco insignia y podrás elegir si quieres subir de nivel de juego, quedarte en el mismo o dejar la piratería.